# Hualang Yiye
Hualang Yiye (xinès simplificat: 画廊一夜, pinyin: Huàláng Yīyè, literalment 'Una nit a la galeria d'art') és un curtmetratge d'animació xinés produït pel Shanghai Animation Film Studio i dirigit per A Da. Va estrenar-se el 1978, dos anys després de la mort de Mao Zedong, i un any després de la caiguda de la banda dels quatre. Va ser una de les primeres produccions de l'animació xinesa des del final de la Revolució Cultural, i la temàtica del curtmetratge s'enquadra dins del que s'anomenà literatura de les cicactrius, crítica amb el que havia ocorregut al país des del 1966.
La trama s'ambienta en un museu on els objectes cobren vida. És un curtmetratge fantasiós, on els artistes experimenten tècniques, en una història que critica la Revolució Cultural de manera metafòrica, però directa. Juntament amb Nezha Nao Hai, del 1979, és una de les pel·lícules d'animació més crítiques amb la Revolució Cultural. La metàfora consisteix en el fet que una sèrie d'objectes, com un bastó amb punxes, entren a un museu per a eliminar dibuixos fets per xiquets, com paisatges, històries quotidianes o animals, que finalment cobren vida i derroten els enemics. La crítica se centra en el món de l'art, ja que durant la Revolució Cultural les temàtiques no realistes i les històries protagonitzades per animalets havien desaparegut seguint una particular interpretació de les Converses de Yan'an.